# Américo Aguiar
Américo Manuel Alves Aguiar (Porto, 12. prosinca 1973.) portugalski je prelat Katoličke Crkve koji je biskup Setúbala od 2023. godine. Bio je pomoćni biskup Lisabonskog patrijarhata od 2019. do 2023. i vodio je organizaciju odgovornu za planiranje Svjetskog dana mladih u kolovozu 2023.
Papa Franjo je 9. srpnja 2023. najavio da ga planira imenovati kardinalom na konzistoriju zakazanom za 30. rujna.